# Pescara
Pescara (abruško Pescàrë; pescarese Piscàrë) je glavno mesto pokrajine Pescara v deželi Abruci v Italiji. Je najbolj naseljeno mesto v Abruzzu, z okoli 120.000 prebivalci (oz. približno 350.000 z okoliškim metropolitanskim območjem). Današnja občina, ki leži ob jadranski obali ob izlivu reke Aterno-Pescara, je nastala leta 1927, ko se je pridružila občinam stare trdnjave Pescara, dela mesta južno od reke in Castellamare Adriatico, del mesta severno od reke. Okolica je bila oblikovana v pokrajina Pescara.
Glavna trgovska ulica v mestu je Corso Umberto I., ki poteka med dvema trgoma, ki se začne od trga Piazza della Repubblica in doseže morsko obalo na Piazza Primo Maggio. Pravokotnik, ki ga tvori s Corso Vittorio Emanuele II. in Via Nicola Fabrizi, je sedež glavnega nakupovalnega okrožja, zaprtega v coni z omejitvami vožnje, kjer je več najboljših modnih trgovin. Corso Manthoné, smer stare Pescare, je že vrsto let središče nočnega življenja mesta. Mestna hiša in uprava pokrajine sta na trgu Piazza Italia, blizu reke, na območju med tukaj in kampusom univerze D'Annunzio na jugu pa je z leti zraslo poslovno okrožje, medtem ko je Marina neposredno južno od ustja reke. Pescaro oskrbuje tudi pomembno mednarodno letališče, letališče Abruzzo, in eno večjih turističnih pristanišč Jadranskega morja in Italije, pristanišče Pescara.

## Geografija
Pescara leži na višini morske gladine ob jadranski obali in se je razvila od nekaj stoletij pred našim štetjem naprej na strateški legi okoli ustja reke Aterno-Pescara. Obala je nizka in peščena, plaža pa se razteza neprekinjeno tako severno kot južno od reke in doseže širino približno 140 metrov na območju okoli pinete (majhnega borovega gozda) proti severu. Na jugu je borov gozd, ki je nekoč dajal senco kopalcem vzdolž večjega dela jadranske obale, v bližini plaže skoraj izginil, a ostaja znotraj naravnega rezervata Pineta Dannunziana.
Urbano tkivo mesta se razprostira na ravnem območju v obliki črke T, ki zavzema dolino okoli reke in obalni pas. Proti severozahodu in jugozahodu se mesto širi tudi v okoliške hribe, ki so bile prvič zasedeni v neolitiku.
Celotno mesto je prizadeto zaradi prisotnosti podzemne vode, katere nivo se spreminja tudi do metra, najvišji je spomladi zaradi taljenja snega v gorah v notranjosti.
Mesto je zelo blizu gora, do smučišč Passo Lanciano pa je le 30 minut vožnje.

## Podnebje
Pescara ima mejno sredozemsko podnebje (Csa) in vlažno subtropsko podnebje (Cfa) z vročimi poletji in hladnimi zimami. Ker ima samo en poletni mesec z manj kot 40 milimetri padavin, mesta ne moremo uvrstiti samo med sredozemsko. Čeprav je v zgodnjem poletju nagnjen k suši, je avgust (pozno poletje) vlažnejši od zimskega meseca februarja, kar je nenavadno za mediteranski vzorec.
Povprečna temperatura je okoli 7 °C v najhladnejšem mesecu (januar) in 24,5 °C v najtoplejšem mesecu (julij). Najnižja zabeležena temperatura v mestu je bila -13 °C 4. januarja 1979. Najvišja je bila zabeležena 30. avgusta 2007 pri 45 °C. Padavin je malo (okoli 676 mm na leto) in koncentrirane predvsem pozno jeseni.
Pescara je obalno mesto, vendar na njegovo podnebje vplivajo okoliške gore (Maiella in veriga Gran Sasso). Ko piha jugozahodni veter, Pescara doživi fen veter, ki pogosto doseže 100 km/h, kar povzroči nenadno zvišanje temperature in znižanje relativne vlažnosti, zato prezimi s temperaturami, ki presegajo 20 °C skoraj vsak dan.
Pod severovzhodnimi vetrovi Pescara trpi zaradi padavin, ki so na splošno šibke, vendar so lahko veliko bolj intenzivne, če jih spremlja depresija. Tudi s severovzhoda prihaja zimsko vreme iz Sibirije, ki v povprečju vsake 3–4 leta prinese obilne snežne padavine. Poleti je vreme večinoma stabilno in sončno s temperaturami, ki zaradi morskega vetriča le redko presežejo 35 stopinj, razen če piha jugozahodni Libeccio. Zlasti poleti, pa tudi pozimi, visoka vlažnost vodi v jutranjo in večerno meglico.

## Zgodovina
Izvor mesta Pescare je pred rimskim osvajanjem. Ustanovljeno je bilo kot pristanišče plemen Vestini in Marrucini za trgovanje z ljudstvi Orienta, podporna vloga, ki je veljala stoletja. Ime tako mesta kot reke je bilo Aternum (v grščini Άτερνος), z Rimom je bilo povezano preko Via Claudia Valeria in Via Tiburtina. Glavna stavba je bil tempelj Jovis Aternium. Mesto je bilo pomembno pristanišče za trgovino z vzhodnimi provincami cesarstva.
V srednjem veku so ga uničili Langobardi (597). Sveti Cetteus, zavetnik mesta, je bil škof iz 6. stoletja, izvoljen na sedež Amiternuma v Sabini (danes mesto San Vittorino) leta 590, v času papeževanja Gregorja Velikega. Njegova legenda pravi, da so ga Langobardi usmrtili pri Amiternumu tako, da so ga vrgli z mostu s kamnom, privezanim okoli vratu; njegovo telo je odplavalo v Pescaro.
Leta 1095 je bila Pescara ribiška vas, obogatena s spomeniki in cerkvami. Leta 1140 je mesto osvojil Rogerij II. Sicilski, kar je povzročilo obdobje, ko so ga uničile vojske, ki so pustošile po kraljestvu Sicilije. Ime Piscaria ("bogata z ribami") se prvič omenja v tem obdobju. Pozneje je Pescari vladalo več segnorjev, med njimi Rainaldo Orsini, Ludvik Savojski in Francesco del Borgo, vikar neapeljskega kralja Ladislava, ki je dal zgraditi trdnjavo in stolp.
Naslednji vladarji so bili D'Avalos. Leta 1424 je tu umrl slavni kondotjer Muzio Attendolo. Drugi pustolovec, Jacopo Caldora, je mesto osvojil v letih 1435 in 1439. V naslednjih letih so Benečani večkrat napadli Pescaro, kasneje pa so jo kot del španskega Neapeljskega kraljestva spremenili v masivno trdnjavo.
Leta 1566 je mesto oblegalo 105 turških galej. Močno se je upiralo in Osmanom je uspelo opustošiti le okoliško ozemlje.
V začetku 18. stoletja je imela Pescara okoli 3000 prebivalcev, polovica jih je živela v Castellammareju, majhni frazioni trdnjave. Leta 1707 so ga napadle avstrijske čete pod poveljstvom grofa Wallisa: mesto, ki ga je vodil Giovanni Girolamo II. Acquaviva, se je dva meseca upiralo, preden je kapituliralo.
Pescara je bila vedno del Neapeljskega kraljestva, razen kratke obdobja Neapeljske republike 1798–1799. Mesto je zato napadel proburbonski Giuseppe Pronio. Leta 1800 je Pescara padla pod francoske čete in postala pomembna vojaška trdnjava v času vladavine Josepha Bonaparteja. Castellammare, ki je imel zdaj 3000 lastnih prebivalcev, je postal ločena občina.
Leta 1814 se je Pescarina Carboneria uprla Joachimu Muratu. Tam je 15. maja 1815 kralj podpisal eno prvih ustav italijanskega Risorgimenta. V naslednjih letih je Pescara postala simbol nasilne obnove Bourbonov, saj je bil tukaj eden najbolj razvpitih burbonskih zaporov. Po uničujoči poplavi leta 1853 je Pescaro osvobodil sodelavec Giuseppeja Garibaldija Clemente De Caesaris leta 1860. Sedem let pozneje je bila trdnjava razstavljena.
V naslednjih šestdesetih letih je bila Pescara vključena v provinco Chieti, nato pa se je združila s sosednjim mestom Castellammare Adriatico in sčasoma postala največje mesto v svoji regiji. Novo mesto je utrpelo velike civilne žrtve, ko so ga bombardirali zavezniki, ki so med drugo svetovno vojno poskušali prekiniti nemške oskrbovalne linije. Od takrat je bilo zelo obnovljeno, tako da je postalo zelo moderno obalno mesto Italije.

### Aternum
Aternum je bilo rimsko mesto na mestu sodobne Pescare. Nekateri zgodovinarji Aternum omenjajo tudi z imenom Ostia Aterni, zaradi njegove lege ob ustju reke Aternus. Ker je bil Aternum povezan z Rimom preko Via Tiburtina in njenega podaljška Via Valeria, je igral ključno vlogo pri povezovanju prestolnice z vzhodnimi provincami cesarstva. Njegovo pristanišče, ki so ga večinoma zasedle komercialne in ribiške ladje, naj bi se uporabljalo tudi v vojaške namene.
Glavna stavba je bil tempelj Jovis Aternium, vendar obstajajo sledovi drugih templjev, posvečenih rimskim in celo egipčanskim božanstvom. Poleg tega obstajajo poročila o gradnji monumentalnega mostu s strani cesarja Tiberija.

## Glavne znamenitosti
Mesto je razdeljeno na dva dela z reko.
Zgodovinsko mestno jedro je na južni obali, kjer je nekoč stal Piazzaforte (utrjeno mesto), vojaški branik Kraljevine Dveh Sicilij. Tam je Bagno Borbonico (stari zapor Kraljevine obeh Sicilij, zgrajen leta 1510 po naročilu Karla V., ki je vključen v ostanke normanskega in bizantinskega mestnega obzidja). Danes je v njem Muzej ljudstva Abruzzi:  ustanova skozi 13 dvoran, posvečenih vidikom življenja, tradicije in gospodarstva, spremlja 4000-letno zgodovino ljudstva Abruzzi.
V zgodovinskem središču mesta sta rojstni hiši Gabriela D'Annunzia in Ennia Flaiana ter stolnica San Cetteo, zgrajena med letoma 1933 in 1938.
Na severni obali reke je Piazza Italia (Trg Italije), na katerega gledata mestna hiša in vladna stavba (v kateri je sedež pokrajine Pescara), obe zgrajeni v času fašizma v skladu s fašističnim racionalističnim slogom po zasnovi arhitekta Vincenza Pilottija. G. Pilotti je zasnoval večino javnih zgradb v mestu, vključno s sedežem lokalne gospodarske zbornice, srednjo šolo Liceo Classico "G. D'Annunzio"   in starim sedežem sodišča (ki je zdaj je muzej).
V skrajnem južnem delu mesta, med naravnim rezervatom Pineta Dannunziana in plažo, je elegantno okrožje secesijskih vil, ki ga je leta 1912 zasnoval Antonino Liberi (inženirski svak D'Annunzio). Tu je tudi Aurum, prvi sedež družabnega kluba (imenovanega Kursaal), nato tovarna alkoholnih pijač, danes pa javni večnamenski prostor.
Leta 2007 je bil zgrajen Ponte del Mare, največji most za pešce in kolesarski most v Italiji.
Na severni obali, blizu trga Salotto, glavnega mestnega trga, je Ladja (trgovska ladja), skulptura Pietra Cascelle.

## Gospodarstvo
Pescara je najbolj naseljeno mesto v deželi Abruzzo in je eno izmed desetih najboljših gospodarskih, trgovskih in turističnih središč na jadranski obali. Pescara je poleti priljubljeno obmorsko letovišče na jadranski obali, ki se razteza na več kot 20 km obale. V morju, na kratki razdalji od vodne črte, je veliko valobranov z velikimi skalami, ki so bili postavljeni za zaščito obale pred vodno-poplavno erozijo.
V mestu sta upravni sedež podjetja De Cecco in Fater S.p.a., enakopravnega partnerja v skupnem vlaganju s skupinama Angelini Group in Procter & Gamble.

## Kultura
Vsak julij Pescara organizira mednarodni jazz festival: Pescara Jazz je bil prvi italijanski poletni festival, posvečen jazz glasbi. Od leta 1969 je eden najpomembnejših jazzovskih festivalov v Evropi, kot poročajo glavne namenske mednarodne revije.
Vsako leto (med junijem in julijem) mesto nosi tudi nagrade Flaiano, enega od italijanskih mednarodnih filmskih festivalov.
Pescara je bila rojstni kraj Gabrieleja D'Annunzia in Ennia Flaiana. Vittoria Colonna je bila markiza iz Pescare.

## Univerza
Pescara in Chieti sta domova univerze G. d'Annunzio. Pescara je dom oddelkov za arhitekturo, ekonomijo, poslovno upravo, kvantitativno ekonomijo, družbene in pravne vede, sodobne jezike književnosti in kulture, saj je Chieti skupaj z rektorjem in akademskim senatom dom oddelkov za medicino in znanost staranja, eksperimentalne in klinične vede, nevroznanost in slikanje, vede o ustnem zdravju in biotehnologija, farmacija, humanistika, umetnost in družbene vede, humanistične psihološke vede, inženirstvo in geologija za skupaj približno 31.257 študentov v letu 2011 .
Od leta 2009 ima Rome ISIA podružnico v Pescari, ki usposablja študente na področju industrijskega oblikovanja.
V središču mesta je sedež ICRANet, Mednarodnega centra za relativistično astrofizično mrežo, mednarodne organizacije, ki spodbuja raziskovalne dejavnosti na področju relativistične astrofizike in sorodnih področij.

## Pobratena mesta
Pescara je pobratena:
- Arcachon, Francija
- Miami Beach, ZDA
- Lima, Peru
- Split, Hrvaška
- Brescia, Italija
- Casale Monferrato, Italija